# Wilhelm Hering
Heinrich Wilhelm Hering (* 30. August 1843 in Königstein (Sächsische Schweiz); † 29. September 1912 ebenda) war ein deutscher Unternehmer und Mitglied des sächsischen Landtags.

## Leben und Wirken
Er war der Sohn des Holzhändlers Johann Gottfried Hering (1807–1859) und wurde Dampfsägewerksbesitzer. Er erhielt den Titel Kommerzienrat. Von 1891 bis 1897 vertrat er im sächsischen Landtag den 4. städtischen Wahlkreis (Pirna usw.) und hatte sich der konservativen Fraktion angeschlossen. Infolge eines Schlaganfalls konnte er nicht wieder kandidieren. Auch sah er sich 1900 gezwungen, aus seinem Stammgeschäft in Königstein (Gebr. Hering) auszuscheiden und die Leitung seinen beiden Söhnen zu überlassen. Dagegen blieb er Inhaber der Firmen J. G. Hering &. Co. in Wernigerode und Sägewerk Goslar Gebrüder Hering in Goslar, ebenso mit seinem Bruder Mitinhaber der Firma Dampfsägewerk Heinrich Hering in Königstein. Seine Firmen gehörten damals zu den größten ihrer Branche in Deutschland.